# زوزانا هاسووا
زوزانا هاسووا (انگلیسی: Zuzana Haasová؛ زادهٔ ۲۰ مارس ۱۹۸۱) بازیگر و خواننده اهل کشور اسلواکی است. وی از سال ۱۹۸۹ میلادی تاکنون مشغول فعالیت بوده‌است.